# Alkáliföldfémek

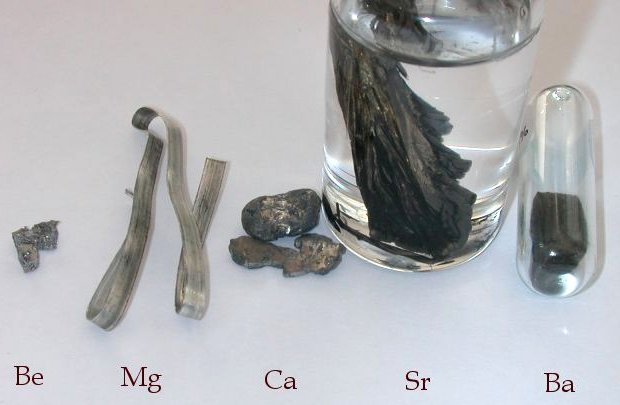
Az alkáliföldfémek

Az alkáliföldfémek a periódusos rendszer 2-es  csoportjában (régi rendszer szerinti II.A csoportjában) található elemek. Többnyire szürke színű, kis sűrűségű, puha fémek. A berillium (Be), magnézium (Mg), kalcium (Ca), stroncium (Sr), bárium (Ba) és a rádium (Ra) tartozik ebbe a csoportba. A „föld” régi elnevezés, vízben rosszul oldódó nemfémes anyagokra használták (először csak az oxidok voltak ismertek).

## Tulajdonságaik
Az alkáliföldfémek kis sűrűségű, viszonylag puha, de az alkálifémeknél keményebb fémek, keménységük a periódusos rendszerben lefelé csökken. Szürke színűek, kivéve a stronciumot, amely sárgás árnyalattal is rendelkezik. Az elektromos áramot jól vezetik, standardpotenciáljuk rendkívül negatív.
A csoportban lefelé haladva az atomtömegükkel együtt a reakcióképességük is nő. A magnézium kevésbé reakcióképes, mivel felületén – a levegő oxigénjével érintkezve – összefüggő oxidréteg alakul ki, mely megóvja a további oxidációtól. A másik érdekes elem a rádium, mely radioaktív tulajdonságokkal rendelkezik. Az alkáliföldfémek közül külön kell említeni a berilliumot, mely a csoport többi elemétől erősen eltérő fizikai és kémiai tulajdonságokat mutat. Rideg, kemény fém, kevésbé reakcióképes, mint a csoport többi eleme. Kénnel, nitrogénnel, és a berillium kivételével a hidrogénnel is közvetlenül reakcióba lépnek. Vízzel való reakciójuk nem annyira heves, mint az alkálifémek esetében. Ennek során erős bázisokat (alkáli-hidroxidokat) képeznek. Kivétel ez az alól a berillium, mely a vízzel sem reagál, illetve a magnézium csak vízgőzzel, a kalcium pedig csak meleg vízzel lép reakcióba. Halogénekkel ionos sókat képeznek, kivéve a berilliumot, melynek halogenidjeiben kovalens kötés található. Gyorsan oxidálódnak, levegőn egyedül a magnézium állandó a védő oxidrétege miatt. Levegőn történő égésük alkalmával az oxidok mellett nitridek is képződnek.
Külső elektronhéjukon 2 db s-elektron található, ezek leadásával érik el a stabil, zárt elektronszerkezetet, kétszeres pozitív töltésű kationokat hozva létre. Ezek az elektronok azonban egy teljesen feltöltött s-pályáról kell, hogy távozzanak, másrészt az első elektron távozása után a második leszakításához már jóval nagyobb energia kell, ezért ezek az elemek kevésbé reakcióképesek az alkálifémekhez képest.
Az alkáliföldfémek fémrácsos anyagok, a berillium és a magnézium hexagonális rácsot, a kalcium és a stroncium lapon középpontos kockarácsot, a bárium és a rádium térben középpontos kockarácsot alkot.

## Fontosabb vegyületeik
- MgO (keserűföld, égetett magnézia): tűzálló, ionos vegyület
- MgCO3·CaCO3 (dolomit)
- CaCO3 (mészkő, márvány, kréta): hevítésével égetett meszet hozunk létre

égetett mész + víz → mészhidrát (exoterm reakció, mészoltás)
mészhidrát + víz → mészpép + víz → mésztej (meszelésnél használják) + víz, majd ülepítés → meszes víz (szén-dioxid kimutatására)
- CaSO4·2 H2O (gipsz, máriaüveg)
- CaSO4·1/2 H2O (bolti gipsz, feles gipsz):

vízzel keverve sűrű szuszpenzió, mely vízben nem oldódik jól
felveszi a kristályvizét → térfogatnövekedés
ha túlhevítjük, összes kristályvizét elveszíti → anhidrit
- Ca3(PO4)2 : foszforműtrágyák, foszforgyártás
- Ca(NO3)2 : mész- vagy norvégsalétrom
- CaCl2 : nagyon jó vízfelvevő tulajdonság → kiizzítva szárítószerként használható (CaCl2·6 H2O)

## Lángfestés
- kalcium: téglavörös
- stroncium: bíborvörös
- bárium: fakózöld
- rádium: kárminvörös

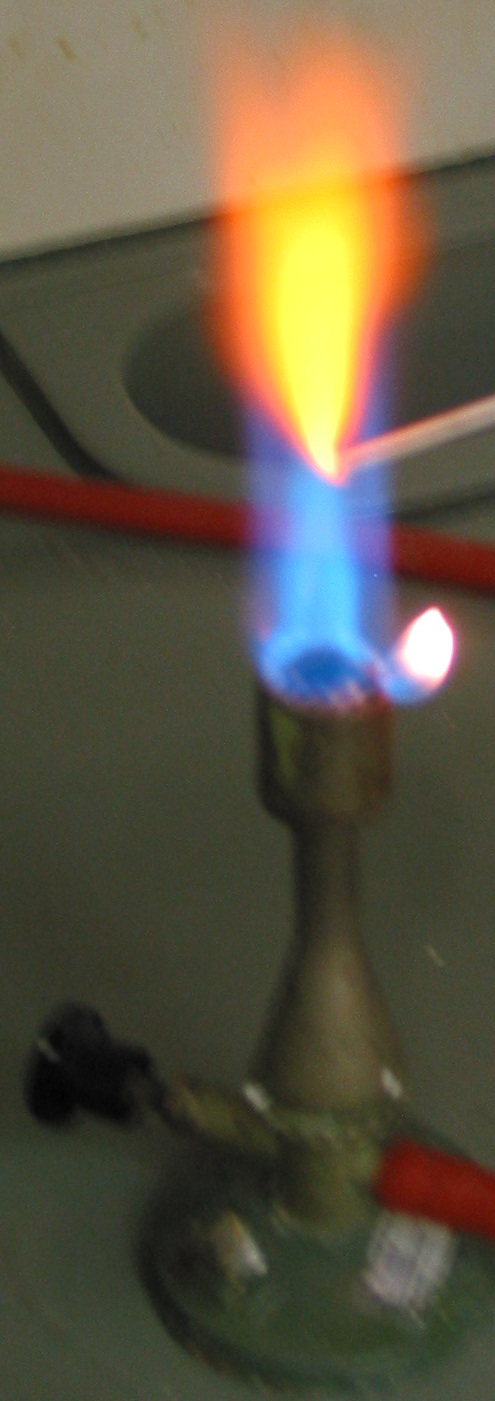
A kalcium lángfestése

- berillium, magnézium: nem festi a lángot